# Kapellen, Mürzzuschlag
Kapellen là một đô thị thuộc huyện Mürzzuschlag bang Steiermark, nước Áo. Đô thị Kapellen, Mürzzuschlag có diện tích 44,59 km², dân số thời điểm cuối năm 2008 là 702 người.